# Associação para a Promoção e Desenvolvimento da Sociedade da Informação
A Associação para a Promoção e Desenvolvimento da Sociedade da Informação (APDSI) é uma associação portuguesa sem fins lucrativos, criada em 2001 que tem por objectivo a promoção e o desenvolvimento da Sociedade da Informação e Conhecimento em Portugal, reunindo com este interesse comum indivíduos e empresas.
A APDSI proporciona um fórum para debate sobre a Sociedade da Informação, afirmando-se como força de pressão sobre os poderes públicos, instituições e sector privado no sentido de maximização dos benefícios da Sociedade da Informação.
O objectivo da APDSI é contribuir para que Portugal seja visto como um país na linha da frente do desenvolvimento mundial da Sociedade da Informação e do Conhecimento e em que todos, sem distinção de classe social, de nível educacional, de deficiências físicas ou mentais, de idade ou de outros factores, possam ter acesso aos benefícios da Sociedade da Informação.
APDSI foi a primeira  entidade a representar Portugal na IFIP – International Federation for Information Processing. Actualmente esse papel é da responsabilidade do Colégio de Engenharia Informática da Ordem dos Engenheiros.

## Glossário da Sociedade da Informação
Desde 2005 que a APDSI elabora e publica periodicamente o Glossário da Sociedade da Informação, o qual resulta de um esforço de recolha, sistematização e divulgação da terminologia portuguesa considerada mais adequada para designar os conceitos relevantes da Sociedade da Informação, nomeadamente da Internet. O glossário foi adoptado por diversas entidades públicas, nomeadamente a Biblioteca Nacional e a Comissão Europeia.
A 3ª edição (Maio de 2011) contém 600 termos globais em português e respectivas definições, com os equivalentes em inglês, 280 remissivos, 150 abreviaturas e 45 referências documentais.

## Grupo de Alto Nível da APDSI - GAN
A primeira reunião do grupo de Alto Nível (GAN) da APDSI decorreu no dia 17 de Outubro de 2005. Nestes cinco anos e meio que decorreram desde a primeira reunião até Março de 2011, o  GAN produziu dez documentos respeitantes a tomadas de posição, em domínios da Sociedade da Informação e do Conhecimento.

## Olimpíadas Nacionais da Informática
A APDSI promove, anualmente, a realização das Olimpíadas Nacionais de Informática (ONI) e a participação portuguesa nas Olimpíadas Internacionais de Informática (IOI).

## Prémios e Homenagens
A APDSI atribuiu, em 2010, O Prémio Personalidade do Ano a Zeinal Bava, Presidente Executivo da Portugal Telecom.
A APDSI tem um plano de actividades anual composto por vários estudos em áreas como a Saúde, Educação, Segurança, Justiça, Sociedade, Governo e Administração Pública.